# 웅양면
웅양면(熊陽面)은 대한민국 경상남도 거창군의 면이다. 거창군의 최북단에 위치한 산가지로 경상북도와 경계를 이루고 남쪽으로 주상면, 동쪽으로 가북면, 서쪽으로는 고제면과 접하고 있다. 특산물로 포도, 사과, 고랭지 채소 등 농가 소득에 기여하고 있다.

## 연혁
웅양면은 거창군의 중앙부 북단에 위치하고 있으며, 조선말까지 동부와 남부 일대를 웅양방 또는 웅양면이라하여 동변리, 성북리(동호리), 신창리, 화동리(노현리), 죽림리 등 5개 리가 있었고, 북서부 일대를 적하현방 또는 적하면이라 하여 아주리(신촌리), 대현리(한기리), 송정리(군암리) 등 3개리를 두었는데, 지금은 이 일대를 적하 또는 하성이라고 부르며 1914년 ‘웅양면’과 ‘적하면’을 합하여 ‘웅양면’이라 하였다. 남쪽으로 주상면 성기리와의 경계인 계수천 동쪽에 곰이 누워 있는 모양의 와웅산을 곰내미라 하여 ‘웅남’이라 썼다가 남향의 양지바른 곳에 자리하므로 웅양이라 고쳤다고 한다.

## 행정 구역
| 한글 이름 | 한자 이름 | 로마자 이름 | 마을 이름                               | 비고 |
| --------- | --------- | ----------- | --------------------------------------- | ---- |
| 한기리    | 汗基里    | Han-gi-ri   | 원오산 · 신오산 · 백학동 · 하곡 · 한기  |      |
| 군암리    | 君岩里    | Gunam-ri    | 용전 · 구수 · 군암 · 송산               |      |
| 산포리    | 山圃里    | Sanpo-ri    | 산포 · 석정 · 우랑 · 강천 · 금광 · 어인 |      |
| 노현리    | 老玄里    | Nohyeon-ri  | 노현 · 원촌 · 화동                      |      |
| 동호리    | 東湖里    | Dongho-ri   | 동호 · 뒹편                             |      |
| 신촌리    | 新村里    | Sinchon-ri  | 아주 · 신촌 · 왕암 · 장지               |      |
| 죽림리    | 竹林里    | Jungnim-ri  | 운평 · 구암 · 유령 · 죽림               |      |

## 교육
| 학교명       | 도로명 주소                                         | 위치(좌표)                                                              | 비고 |
| ------------ | --------------------------------------------------- | ----------------------------------------------------------------------- | ---- |
| 웅양초등학교 | 경상남도 거창군 웅양면 웅양로 1403 (노현리 292)     | 북위 35° 48′ 13″ 동경 127° 54′ 57″ / 북위 35.8035253° 동경 127.915738°  |      |
| 웅양중학교   | 경상남도 거창군 웅양면 원촌3길 39-13 (노현리 488-1) | 북위 35° 48′ 26″ 동경 127° 54′ 58″ / 북위 35.8072418° 동경 127.9162499° |      |

## 도로명
| 한글 이름 | 로마자 이름  | 도로 종류 및 등급 | 비고 |
| --------- | ------------ | ----------------- | ---- |
| 웅양로    | Ungyang-ro   | 국도 제3호선      |      |
| 우두령로  | Uduryeong-ro | 지방도 제1099호선 |      |